# Cornelia Rimpau
Cornelia Rimpau (* 18. Januar 1947) ist eine deutsche Schriftstellerin.

## Werdegang
Cornelia Rimpau wuchs in Niedersachsen auf; nach dem Abitur in Hannover studierte sie in Göttingen und München Germanistik und Geschichte.
Nach dem Examen 1971 war sie als Deutsch- und Geschichtslehrerin tätig, verließ 1978 den Staatsdienst, lebte mit ihrer Familie auf dem Land und begann 1986 zu schreiben. Zurzeit arbeitet sie an ihrem vierten Roman. Während der Recherche im universitären und kommerziellen Musikbetrieb hat sie 2004 die Hannoversektion der Organisation Yehudi Menuhin Live Music Now gegründet.

## Künstlerisches Schaffen
1989 erschien mit Der Magnetberg ihr erster Roman, der auf der Grundlage tatsächlicher Begebenheiten während der Zeit des Nationalsozialismus und des Zweiten Weltkrieges entstand. Die Protagonistin des Buches ist die 18-jährige Thea Brandau. Persönliche und politische Erfahrungen nach ihrem Abitur 1938 zwingen sie abrupt, erwachsen zu werden. Einer der Handlungsorte liegt in der Nähe der Thekenberge im Harzvorland, wo 1944 ein Außenlager des Konzentrationslagers Buchenwald errichtet wurde. Dargestellt wird die apolitische konservative Haltung einer Gutsfamilie. Cornelia Rimpaus bekanntestes Werk Die Saalbergs erschien 1995 unter dem Titel Zenit. Das Buch beschreibt die Geschichte der Familie Saalberg zwischen 1939 und 1991, bestimmt durch politische Gegensätzlichkeit und persönliche Rivalität der Brüder Joachim und Benedikt Saalberg. Auch im dritten Roman der Schriftstellerin Der amerikanische Offizier ist ein weit zurückliegendes Ereignis Kern der Handlung. Im  besetzten Paris wird 1940 ein Bild gestohlen, 50 Jahre später wird es immer noch gesucht. Die  Protagonistin, die junge Journalistin Marie Zacharias, findet sich unvermutet im Zentrum dieser Recherche.

## Bibliografie
- 1989: Der Magnetberg, Rowohlt, Reinbek. ISBN 3498057278
- 1995: Zenit (später umbenannt in Die Saalbergs), Wunderlich, Rowohlt, Reinbek. ISBN  3805205759
- 2001: Der amerikanische Offizier, Wunderlich, Rowohlt, Reinbek. ISBN 3805206038